# 非洲牛箱头蛙
非洲牛箱头蛙（學名：Pyxicephalus adspersus），又称非洲牛蛙，是箱头蛙屬下的一種淡水蛙，分佈于撒哈拉以南的非洲地區。非洲牛箱头蛙身形很大，雄蛙體重可超2（4.4磅），體長可達23 cm（9.1英寸），雌性則只有雄性的一半大。

## 習性

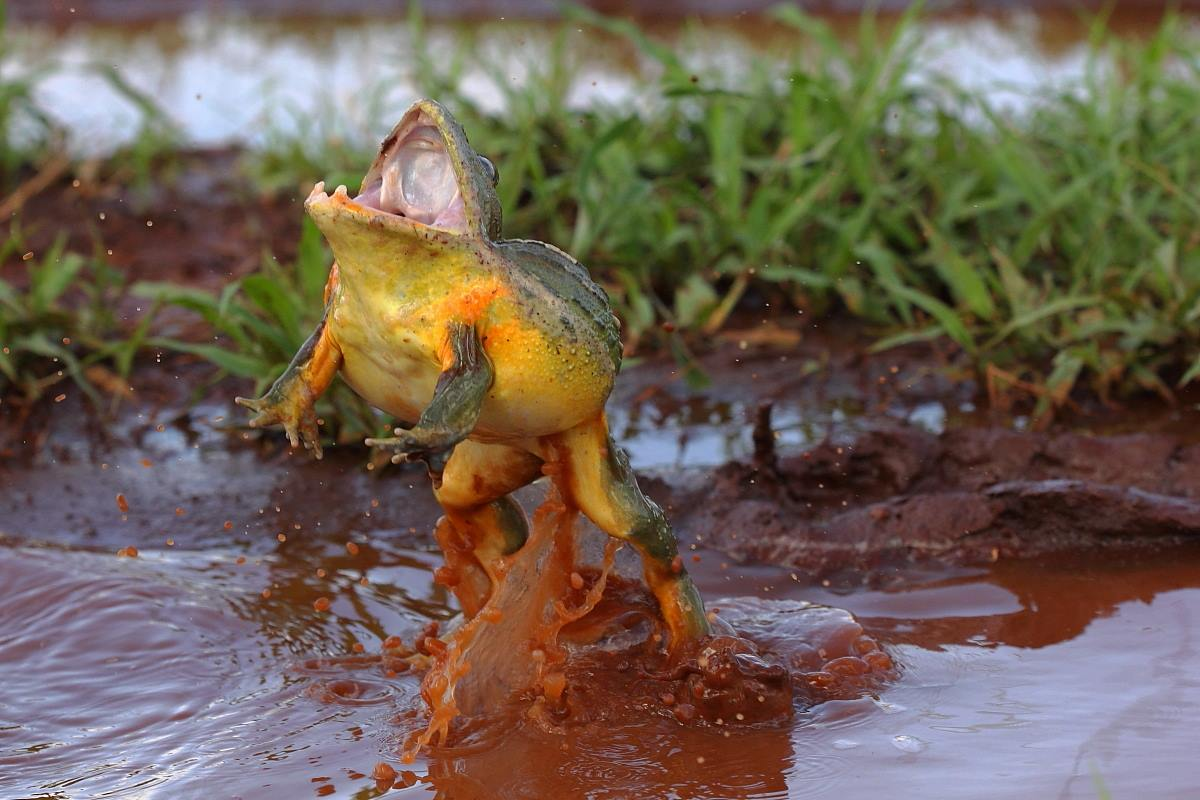
跳起来捕食猎物的非洲牛蛙

非洲牛箱头蛙以昆蟲、小型嚙齒動物、爬行動物、鳥類或其他兩棲類為食，此外也存在同類相食的現象，雄蛙偶爾會吃掉自己保護的蝌蚪。其食量很大，南非比勒陀利亚动物园的一頭非洲牛箱头蛙曾創下吃掉17條小唾蛇的記錄。
它們在緊張時會發出巨大的叫聲，受到威脅時會用尖利的牙齒攻擊敵人，有人類被其咬傷的記錄。
牠們旱季時藏身泥中夏眠。

## 寵物貿易
非洲牛箱头蛙被賣到非洲以外的很多國家作為寵物飼養，飼養的非洲牛箱头蛙預期壽命在35年以內。

## 外部連接
- Natural History, Care and Breeding Information for African Bullfrogs / Pyxie frogs